# 李範晋

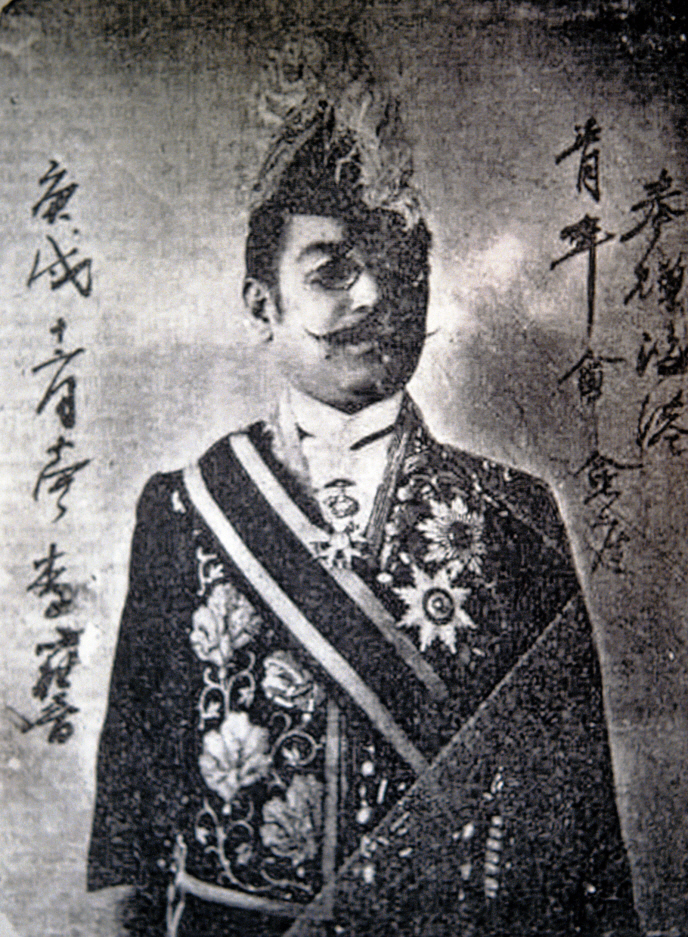
李範晋

李 範晋（り はんしん、이 범진、Yi Bum-jin、1853年9月3日-1911年1月26日）は、大韓帝国の外交官。同国の最初で最後の常駐ロシア公使。本貫は全州。

## 略歴
1896年2月11日に大韓帝国皇帝高宗と王太子(後の純宗)の王宮脱出とロシア公使館逃げ込み(露館播遷)を成功させた中心人物の一人。
露館播遷により法務大臣に就任。1896年に駐米特命全権公使、1899年に駐露特命全権公使を歴任した。
日露戦争により本国からの送金が途絶えると、ロシア皇帝ニコライ2世 からの施しに頼った困窮した生活を続け、抗日義兵闘争に資金援助を行ったが、日韓併合条約締結に憤慨し、1911年にロシア国内で自害した。